# Ciclón extratropical

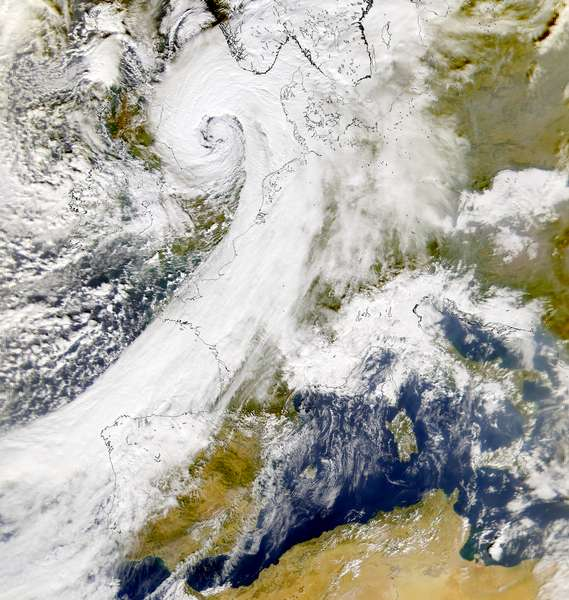
Ciclón Oratia mostrando la típica forma de coma de los ciclones extratropicales, sobre Europa en octubre de 2000.

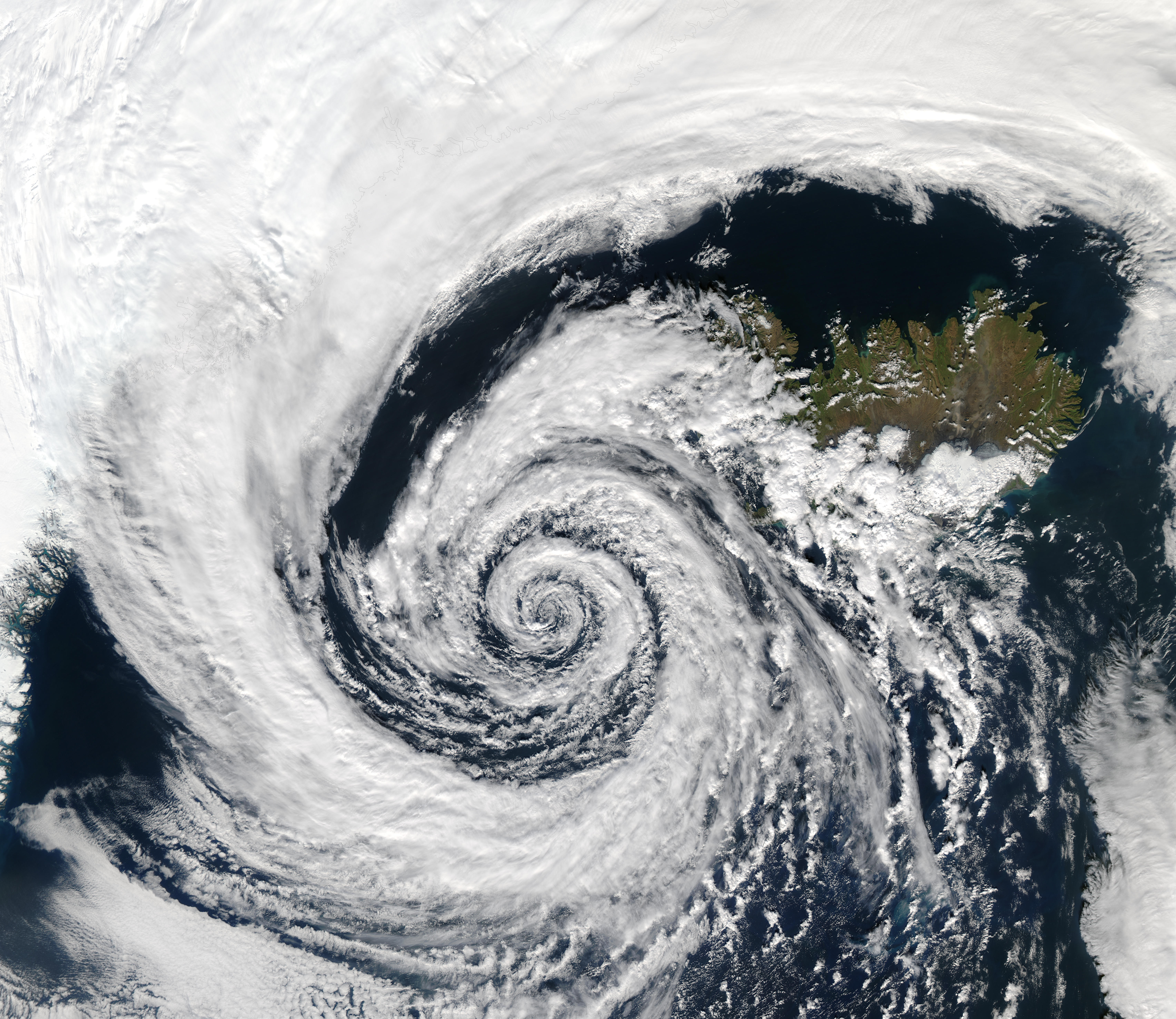
Un ciclón extratropical al final de su ciclo de vida próximo a Islandia.

Los ciclones extratropicales, a veces llamados ciclones de latitud media, o borrascas, son un grupo de ciclones definidos como sistemas meteorológicos de baja presión de escala sinóptica, localizados en las latitudes medias de la Tierra, que no presentan las características típicas de los ciclones tropicales ni de los polares, y están vinculados a los frentes, a los gradientes térmicos horizontales y al punto de rocío, también llamadas "zonas baroclinas". Los ciclones extratropicales son un fenómeno diario que, junto con los anticiclones, mueven el tiempo sobre muchas partes de la Tierra, produciendo al menos nubosidad y tormentas.
Se trata de un fenómeno meteorológico asociado con una baja presión atmosférica que tiene lugar en las regiones templadas entre el trópico y los polos. Por ello, se conocen también como ciclones templados. En el hemisferio norte un ciclón rota en sentido opuesto a las agujas del reloj, y en sentido de las agujas del reloj en el hemisferio sur. La rotación es causada por el efecto Coriolis. Los ciclones de latitud media o extratropicales dependen de procesos baroclínicos, como el contraste de temperatura entre masas de aire frío y cálido.
Los ciclones extratropicales de baja presión en los cuales se produce un descenso de la presión muy notorio y muy rápido del orden del milibar por hora, también pueden ser denominados por el término de "ciclogénesis explosiva".

## Terminología
Los ciclones extratropicales pueden abarcar una clase de tormentas con muchos nombres. A pesar de que a veces se refiere a ellos como "ciclones", esto es impreciso; ciclón se aplica a muchos tipos de zonas de baja presión. La acepción extratropical significa que este tipo de ciclones generalmente ocurre fuera de los trópicos, en las latitudes medias de la Tierra. El término de ciclones de latitudes medias puede ser utilizado debido a que se forman después de los ciclones tropicales, si ha ocurrido una transición extratropical. Los meteorólogos y el público en general suele describirlos como "depresiones" o "bajas". También pueden usarse términos como frontal de ciclón, depresión frontal, frontal baja, baja extratropical, bajas no tropicales, y bajas híbridas.
Los ciclones extratropicales se clasifican principalmente como baroclínicos, porque se forman a lo largo de zonas de temperatura y gradiente de punto de rocío conocidas como zonas frontales. Pueden convertirse en barotrópicas tardíamente en su ciclo de vida, cuando la distribución de calor en todo el ciclón se convierte en bastante uniforme con su radio.

## Formación

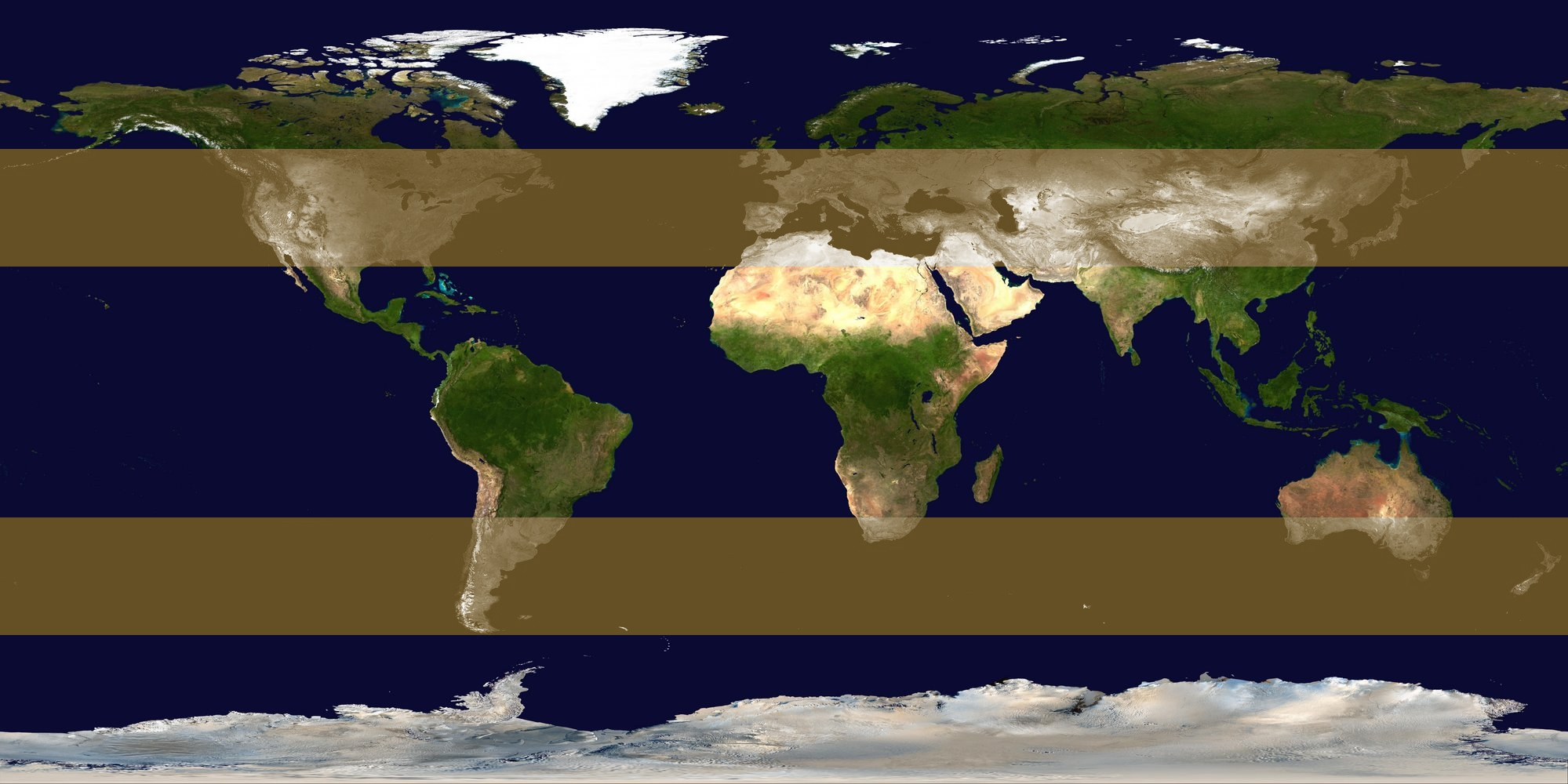
Áreas aproximadas de la formación de ciclones extratropicales.

Los ciclones extratropicales se forman en cualquier lugar dentro de las regiones extratropicales de la Tierra (por lo general entre 30 ° y 60 ° de latitud desde el ecuador), ya sea a través de la ciclogénesis o de la transición extratropical. Un estudio de los ciclones extratropicales en el hemisferio sur muestra que entre los paralelos 30° y 70°, hay un promedio de 37 ciclones durante un periodo de seis horas. Un estudio separado en el hemisferio norte indican que se forman alrededor de 234 ciclones extratropicales significativos cada invierno.
Los ciclones extratropicales se pueden formar cuando un ciclón tropical entra en aguas más frías. Esto no significa necesariamente la muerte de la tormenta, pero perdería sus características tropicales. Estas tormentas son ciclones extratropicales.
Incluso después de que se diga que un ciclón tropical es extratropical o se ha disipado, puede tener todavía viento con una fuerza de tormenta tropical (u ocasionalmente fuerza de huracán) y descargar abundante lluvia. Cuando un ciclón tropical alcanza latitudes más altas o pasa sobre tierra puede unirse con un frente frío o desarrollarse a ciclón frontal, llamado también ciclón extratropical. En el océano Atlántico, estos ciclones pueden ser violentos e incluso conservar fuerza de huracán cuando alcanzan Europa como Tormentas de Viento Europeas.Un área de baja presión, o depresión, es una región donde la presión atmosférica es más baja que el aire circundante. Las tormentas tropicales, ciclones extratropicales, y los ciclones polares y árticos, reciben el nombre de células de baja presión, especialmente en comunidades angloparlantes.

## Evolución del ciclón
Los meteorólogos noruegos desarrollaron un modelo de formación ideal durante la Segunda Guerra Mundial. Este modelo es conocido normalmente como el "Modelo Noruego". En la gráfica se muestra un desarrollo idealizado. Como se explicaba anteriormente, la tormenta se inicia en un frente estacionario entre dos masas de aire cálido y frío mostradas en la figura A. Nótese que estas dos masas de aire se moverán en direcciones opuestas, lo que crea una cizalladura horizontal necesaria para que la inestabilidad tenga lugar. El flujo ciclónico comienza alrededor de la sección perturbada del frente estacionario. Esta perturbación podría tener una variedad de causas, incluyendo efectos como la topografía del suelo, o un flujo convectivo pequeño. Si se asume que las condiciones son correctas para que la inestabilidad ocurra entonces la perturbación se convertirá en una formación similar a una onda dentro del frente y en la cresta aparecerá una baja presión. Alrededor de esta baja presión aparecerá circulación ciclónica. Este flujo rotacional empujará al aire polar al sudeste a través de un frente frío, y aire tropical al nordeste a través del frente cálido (B). Habitualmente, el frente frío se moverá a mayor velocidad que el cálido y se “atrapará” con el mismo (C). En este punto, un “frente ocluido” se forma donde la masa de aire cálido es empujada a en altura, a través de aire caliente (D). En el momento de la oclusión, la tormenta ha alcanzado su madurez y el flujo ciclónico está en su máxima intensidad. Más adelante, la fuerza de la tormenta se desvanece. Debe especificarse que las tormentas raramente se desvanecen por disipación friccional. Los sistemas pasando sobre grandes cadenas montañosas son una demostración evidente. En su lugar, el desaceleracimiento de los ciclones, puede entenderse desde una perspectiva energética. Según la oclusión ocurre y el aire cálido es empujado en altura por el aire frío subyacente, la atmósfera se vuelve verticalmente estable, y el centro de gravedad del sistema baja. A medida que el proceso de oclusión se extiende hacia superficie, mueve al frente cálido y lo aleja de la baja presión central, por lo que más energía pontecial se agota. Este disipador potencial de energía crea una fuente de energía cinética que inyecta un último impulso en el movimiento de las tormentas. Después de que este proceso ocurra, el período de crecimiento del ciclón, o ciclogénesis, termina, y la baja presión comienza a girar.

### Características
El agua cálida en latitudes altas proporciona la energía que se necesita para la generación de ciclones de latitud media que muestran características que los diferencian de los ciclones extratropicales.
- Normalmente superan los 10 km de altura.
- Sobre la superficie de la tierra, la temperatura del aire cerca del centro de la tormenta es más fría que el aire que la rodea. Por ese motivo, se las llama "baja presión de núcleo frío". Un mapa bueno para examinar es el de 700 hPa (hectopascales).
- Inicialmente, las tormentas se mueven desde latitudes altas a más bajas, por ejemplo, viajan hacia el sureste sobre América del Norte y Europa, y después en dirección este.
- A medida que la tormenta entra en tierra, la presión atmosférica puede caer rápidamente por debajo de los 980 hPa (hectopascales).

A veces, pueden aparecer tormentas similares en latitudes muy altas. Estas tormentas se llaman ciclones subárticos o células de baja presión en el hemisferio norte y ciclones subantárticos células de baja presión en el hemisferio sur.
Ocasionalmente, ocurre la transición inversa, de ciclón de media latitud a ciclón tropical. Normalmente este proceso implicará a una tormenta subtropical que tenga características tanto de media latitud como tropicales.

## Efectos
Los ciclones extratropicales puede traer un clima templado con un poco de lluvia y vientos en la superficie de 15-30 km / h (10-20 mph), o puede ser frío y peligroso con lluvias torrenciales y vientos superiores a 119 km / h (74 mph), [35] (a veces conocido como tormentas de viento en Europa). La banda de precipitación que se asocia con el frente cálido suele ser extensa. En los ciclones extratropicales maduros, un área conocida como la coma la cabeza en la periferia noroeste de la superficie bajo puede ser una región de fuertes precipitaciones, tormentas son frecuentes. Los ciclones tienden a moverse a lo largo de un camino predecible a un volumen moderado ritmo de avance. Durante otoño, invierno y primavera, la atmósfera a través de los continentes puede ser bastante frío a través de la profundidad de la troposfera a causa nevadas.

## Las condiciones meteorológicas adversas
Las líneas de turbonada, o bandas sólidas de tormentas eléctricas fuertes, pueden formarse por delante de los frentes fríos y lee troughs debido a la presencia de humedad atmosférica significativa y grandes divergencias en las capas altas de ésta, lo que trae granizo y fuertes vientos.
Cuando existe una significativa cizalladura del viento direccional en la atmósfera por delante de un frente frío en la presencia de una fuerte corriente en chorro en niveles altos, es posible la formación del tornados. Aunque los tornados se pueden formar en cualquier parte de la Tierra, el mayor número se producen en las Grandes Llanuras en Estados Unidos, porque los vientos que bajan de las Montañas Rocosas que están en orientación norte-sur, que puede formar una  dryline, ayudan a la formación de estos fenómenos en cualquier intensidad.
El explosivo desarrollo de los ciclones extratropicales puede ser repentino. La tormenta conocida en el Reino Unido como la "Gran Tormenta de 1987" profundizado a 953 milibares (28,14 inHg) con una más alta registrada viento de 220 km / h (137 mph), lo que resulta en la pérdida de 19 vidas, 15 millones de árboles, generalizadas daños a los hogares y se calcula que el coste económico de 1,2 miles de millones £ (2,3 miles de millones de dólares de los EE. UU.).
Aunque la mayoría de los ciclones tropicales que se convierten en extratropicales o se disipan rápidamente o son absorbidos por otro sistema meteorológico, aún pueden mantener los vientos del huracán o la fuerza vendaval. En 1954, el huracán Hazel se convirtió en extratropical en Carolina del Norte como una fuerte tormenta de Categoría 3. La Tormenta del Día de Colón de 1962, que evolucionó a partir de los restos de Tifones Freda, ocasionó cuantiosos daños en Oregón y Washington, con grandes daños equivalentes a por lo menos una categoría 3. En 2005, el huracán Wilma comenzó a perder las características tropicales, mientras que todavía poseía vientos de categoría 3 de fuerza (y se convirtió en plenamente extratropical como una tormenta de categoría 1).

## Ciclones históricos
Una violenta tormenta durante la Guerra de Crimea el 14 de noviembre de 1854 hundió 30 veleros, y arrancó con iniciales investigaciones en meteorología y pronósticos en Europa. En EE. UU., la Tormenta del Día de Colón de 1962, cayó en Oregón con una presión de 965,5 hPa, violentos vientos, y US$ 170 millones en daños (dólares de 1964).